# Быстрик (Сумская область)
Бы́стрик (укр. Бистрик) — село,
Быстрикский сельский совет,
Конотопский район,
Сумская область,
Украина.
Код КОАТУУ — 5922681701. Население по переписи 2001 года составляло 961 человек.
Является административным центром Быстрикского сельского совета, в который, кроме того, входят сёла
Бескровное,
Колбасино,
Марухи,
Папкино,
Прогресс,
Ретик,
Соломашино,
Сребровщина и
Червоная Горка.

## Географическое положение
Село Быстрик находится на левом берегу реки Реть в месте впадения в неё реки Быстра,
выше по течению на расстоянии в 5 км расположено село Тулиголово,
ниже по течению на расстоянии в 2 км расположено село Червоная Горка,
на противоположном берегу — сёла Папкино, Марухи и Колбасино,
выше по течению реки Быстра на расстоянии в 1,5 км расположено село Прогресс.
Рядом проходит автомобильная дорога М-02 (E 101).

## Происхождение названия
На территории Украины 4 населённых пункта с названием Быстрик.

## История
- Село Быстрик основано в середине XVII века.
- Село «Быстрик на реке Рети» упоминается в Универсале гетмана Ивана Мазепы 1688 г. о возврате черниговской архиепископской кафедре во главе с Лазарем Барановичем нескольких мельниц (в том числе трех в Быстрике).
- В селе в 1918 г. установлена советская власть. После захвата деревни австро-германскими войсками в 1918 г. местные жители организовали партизанский отряд.
- Во время Великой Отечественной войны в составе регулярной армии и в партизанских отрядах против немецких войск воевали 416 жителей села, из них 406 награждены орденами и медалями СССР, 243 погибли.

## Экономика
- Птице-товарная ферма.
- «Донец».
- «Ковбаса», ЧП.
- «Николаенко», ЧП.

## Объекты социальной сферы
- Школа.
- Дом культуры.

## Известные люди
В селе родились:
- Рудь, Филипп Сергеевич (1910—1942) — поэт и партизан.
- Карабут, Владимир Федосеевич (1939—1999) — украинский советский философ и поэт.